# Morestel
Morestel est une commune française située dans le département de l'Isère, en région Auvergne-Rhône-Alpes, et autrefois rattachée à l'ancienne province du Dauphiné.
Ancienne cité médiévale ceinturée de remparts, la ville de Morestel possède un patrimoine culturel assez riche, comme l'atteste la présence de l’actuel donjon (daté du XIVe siècle) de son ancien château delphinal, et restaurée au cours du XXe siècle ; sa position dominante, ainsi que celle du clocher de l'église paroissiale Saint-Symphorien, bâtie sur une légère élévation, permet d'identifier l'ancien bourg médiéval dès qu'on approche de la petite agglomération.
Ville siège de l'ancienne communauté de communes du Pays des Couleurs, la commune a rejoint le 1er janvier 2017 la communauté de communes Les Balcons du Dauphiné, dont le territoire occupe la pointe septentrionale du département de l'Isère. Morestel est également le bureau centralisateur (nouvelle dénomination du chef-lieu de canton) du canton de Morestel qui comprend 25 communes.
La ville de Morestel, qui organise de façon régulière un festival de poésie, a été labellisée « quatre fleurs » par le site des villes et villages fleuris en 2017. Elle est située sur ce que le département de l'Isère dénomme la « route des peintres » pour des raisons artistiques et historiques, et ses habitants sont les Morestellois.

## Géographie

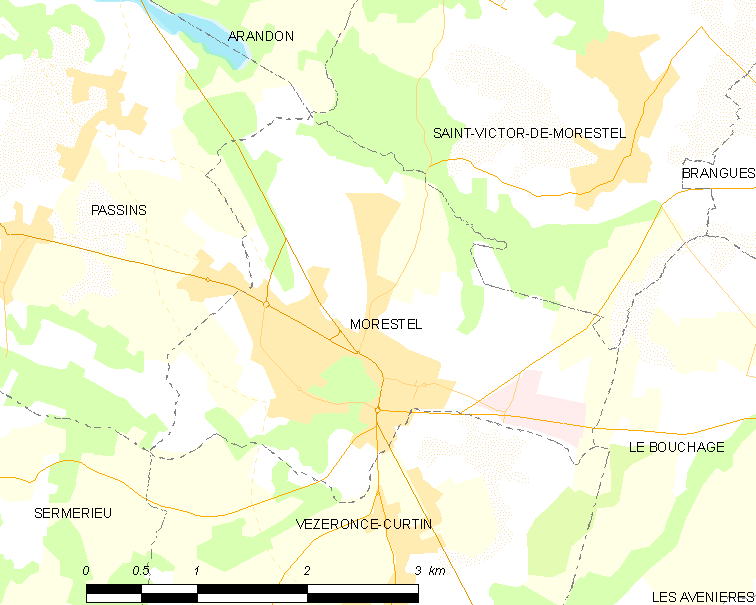
Plan de Morestel

### Situation
Située dans la partie septentrionale du département de l'Isère, la commune de Morestel se trouve également dans une région de collines en bordure méridionale d'un plateau en forme de triangle dénommé l'Isle-Crémieu, mais auquel elle n'appartient pas. Le territoire communal est également situé à l'est du Rhône dont il n'est séparé que par le territoire de Saint-Victor-de-Morestel, commune riveraine.
Son centre-ville se situe à 63 km du centre de Lyon, préfecture de la région Auvergne-Rhône-Alpes et à 83 km de Grenoble, préfecture du département de l'Isère ainsi qu'à 357 km de Marseille et 504 km de Paris.

### Description
La commune se présente sous la forme d'une petite agglomération modestement urbanisée, située au cœur d'une région rurale au peuplement assez dense, du fait de sa proximité avec l'aire urbaine de Lyon.
Son territoire connaît un relief assez peu marqué, constitué de collines aux altitudes modestes. La présence d'une vieille cité médiévale, marquée par la présence d'édifices anciens, révèle le passé historique de cette ville et a permis de susciter un intérêt touristique, notamment grâce à l'implantation d'un office de tourisme.
Une ancienne grande route dite « route de Châlons (actuellement Chalon-sur-Saône) à Grenoble » traverse le centre-ville, mais son trafic a été en grande partie réduit à la suite de l'installation d'une déviation. L'activité commerciale de la ville qui comprend de nombreux petits commerces de proximité se situe de part et d'autre de cette ancienne route dénommée Grande-Rue au niveau local. Ce secteur a bénéficié en 2018 d'une rénovation urbaine afin de le rendre plus attractif et accessible.

### Hydrographie
Un ruisseau et deux canaux sillonnent le territoire de Morestel.
- La Save

cette petite rivière affluent du Rhône, est longue de 12,5 km et rejoint le lac de Save sur le territoire communal d'Arandon-Passins. La rivière a changé de parcours par le passé
- Le canal de la Save
- Le canal de Morestel

Ces deux canaux drainant les étangs de la région rejoignent la Save avant sa confluence avec le Rhône.

### Climat
Pour des articles plus généraux, voir Climat d'Auvergne-Rhône-Alpes et Climat de l'Isère.
En 2010, le climat de la commune est de type climat océanique altéré, selon une étude du Centre national de la recherche scientifique s'appuyant sur une série de données couvrant la période 1971-2000. En 2020, Météo-France publie une typologie des climats de la France métropolitaine dans laquelle la commune est exposée à un climat de montagne ou de marges de montagne et est dans la région climatique Alpes du nord, caractérisée par une pluviométrie annuelle de 1 200 à 1 500 mm, irrégulièrement répartie en été.
Pour la période 1971-2000, la température annuelle moyenne est de 11,4 °C, avec une amplitude thermique annuelle de 18,1 °C. Le cumul annuel moyen de précipitations est de 1 062 mm, avec 10,2 jours de précipitations en janvier et 6,7 jours en juillet. Pour la période 1991-2020, la température moyenne annuelle observée sur la station météorologique de Météo-France la plus proche, « Montagnieu », sur la commune de Montagnieu à 13 km à vol d'oiseau, est de 12,4 °C et le cumul annuel moyen de précipitations est de 1 099,9 mm,. Pour l'avenir, les paramètres climatiques de la commune estimés pour 2050 selon différents scénarios d'émission de gaz à effet de serre sont consultables sur un site dédié publié par Météo-France en novembre 2022.

#### Tableau des températures minimales et maximales sur trois années
- 2013

| Mois                              | jan. | fév. | mars | avril | mai  | juin | jui. | août | sep. | oct. | nov. | déc. |
| --------------------------------- | ---- | ---- | ---- | ----- | ---- | ---- | ---- | ---- | ---- | ---- | ---- | ---- |
| Température minimale moyenne (°C) | −1,4 | −1,5 | 2,2  | 5,4   | 8,2  | 12,3 | 15,8 | 14,3 | 11   | 10,2 | 3,3  | −2,2 |
| Température maximale moyenne (°C) | 5,3  | 5,2  | 10,3 | 16,3  | 17,3 | 24,1 | 29,5 | 26,8 | 22,4 | 18,2 | 9,4  | 8,2  |

- 2015

| Mois                              | jan. | fév. | mars | avril | mai  | juin | jui. | août | sep. | oct. | nov. | déc. |
| --------------------------------- | ---- | ---- | ---- | ----- | ---- | ---- | ---- | ---- | ---- | ---- | ---- | ---- |
| Température minimale moyenne (°C) | −0,2 | −0,5 | 3,1  | 6     | 10,5 | 14,3 | 17   | 15,1 | 10,4 | 6,7  | 2,47 | −0,6 |
| Température maximale moyenne (°C) | 7,3  | 7    | 13,7 | 18,4  | 21,8 | 27,1 | 31,5 | 27,4 | 21,6 | 15,6 | 12,5 | 9,5  |

- 2017

| Mois                              | jan. | fév. | mars | avril | mai  | juin | jui. | août | sep. | oct. | nov. | déc. |
| --------------------------------- | ---- | ---- | ---- | ----- | ---- | ---- | ---- | ---- | ---- | ---- | ---- | ---- |
| Température minimale moyenne (°C) | −3   | 1,8  | 2,3  | 4,4   | 4,5  | 9,9  | 15,7 | 15,6 | 9,1  | 5,7  | 2,2  | −0,4 |
| Température maximale moyenne (°C) | 3,4  | 12,3 | 16,3 | 18,1  | 22,2 | 28,1 | 28,1 | 28,7 | 20,8 | 19,1 | 10   | 6    |

### Voies de communication

#### Réseau routier
- Accès par l'autoroute

L’autoroute la plus proche est l'autoroute A43, une voie autoroutière qui relie l'agglomération lyonnaise à Modane. La sortie la plus proche de Morestel est la sortie no 9, située à 16 km de la ville, au sud de la ville de La Tour-du-Pin.
 9 à 47 km : La Tour-du-Pin-centre
- Accès par la route

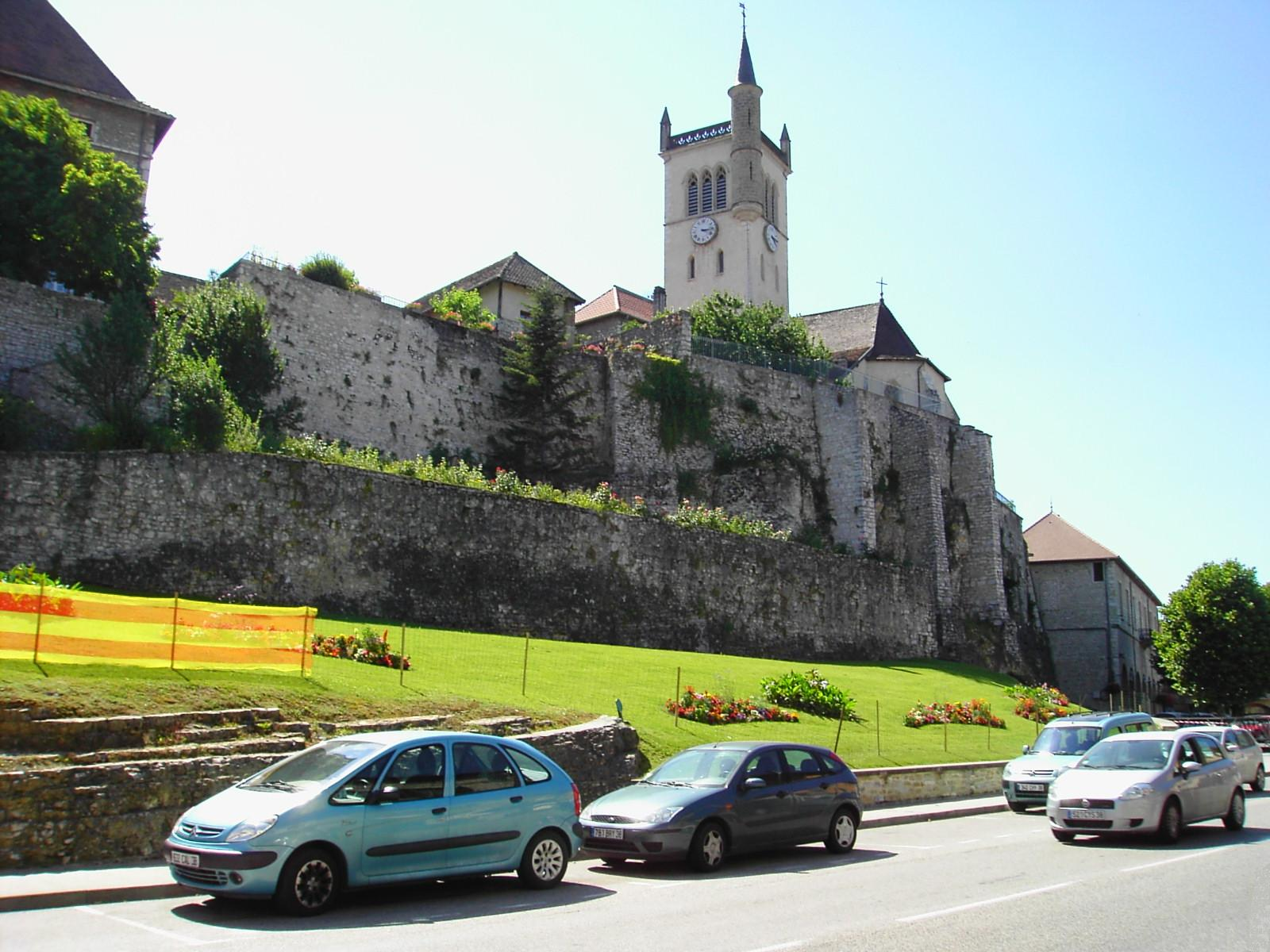
La Grande-rue (ancienne RN 75)

La route nationale 75 était une route nationale française reliant Bourg-en-Bresse à Sisteron. Cette route a été déclassée en RD 1075 en 2006. Elle relie Voiron à Grenoble vers le sud et Bourg-en-Bresse et Tournus par Lacrost, vers le nord. Cette voie contourne partiellement l'agglomération de Morestel par l'ouest.
Depuis 2008, la ville de Morestel a été déviée : la RD 1075 emprunte le contournement tandis que la traversée de la commune est répartie entre deux gestionnaires : déclassement dans la voirie communale (C 50) entre le carrefour entre les départementales 16 et 517, puis maintien dans la voirie départementale (D 1075A) au sud de ce carrefour.
La route départementale 16 (RD16) relie le centre-ville de La Tour-du-Pin au centre-ville de Morestel par la commune de La Chapelle-de-la-Tour

#### Voies ferrées
Depuis la disparition de la ligne de Chemin de fer de l'Est de Lyon et la fermeture de la gare de Morestel en 1947, la gare ferroviaire la plus proche est la gare de La Tour-du-Pin, desservie par des trains TER Auvergne-Rhône-Alpes.

### Transports en commun

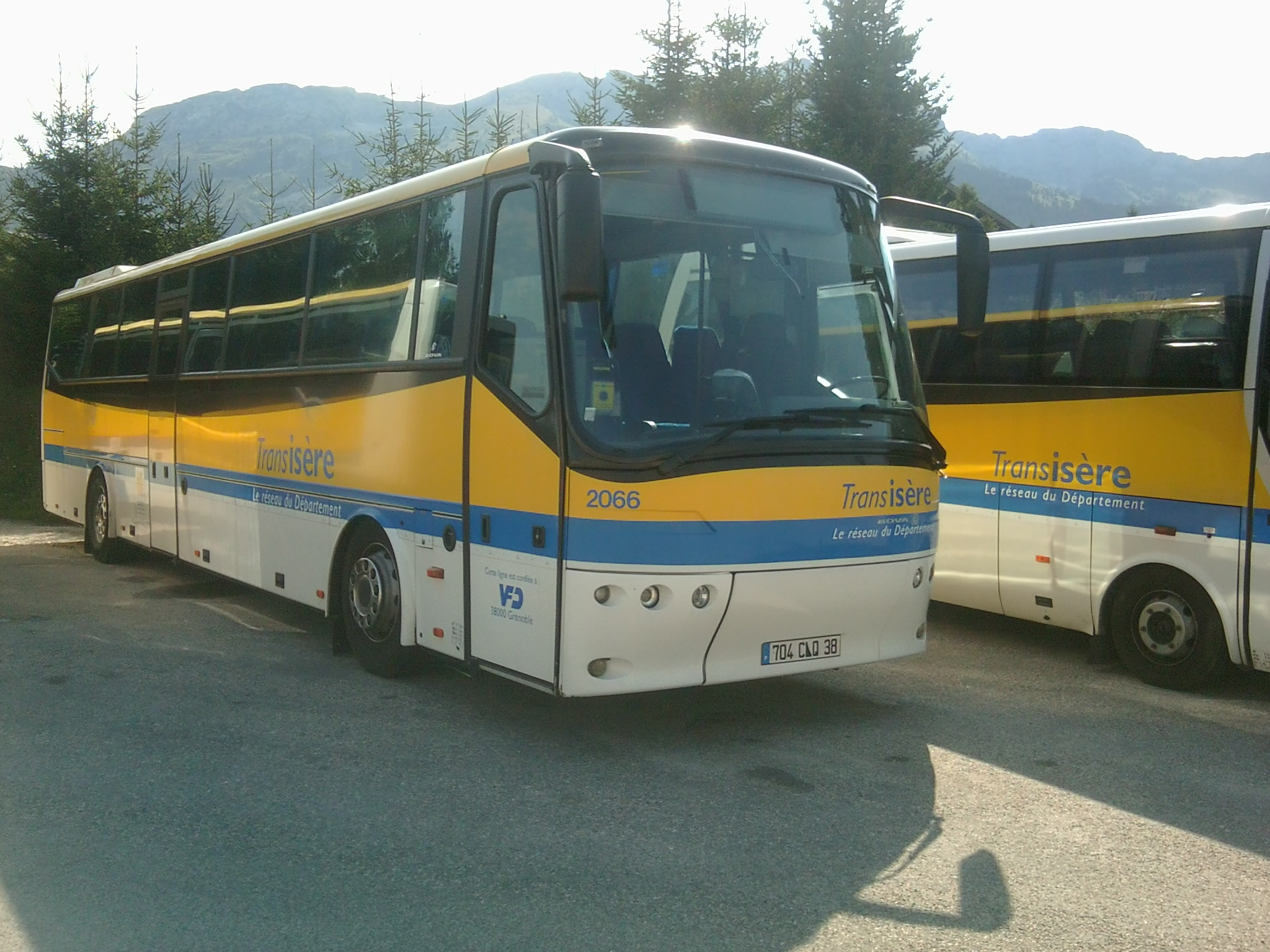
Car du réseau transisère

#### Lignes d'autocars
Pour se rendre de Morestel à Bourgoin-Jallieu, La Tour-du-Pin, Crémieu et Les Avenières et les autres communes des environs, il existe plusieurs lignes d'autocars gérées par le réseau interurbain de l'Isère.
- Ligne 1010 : Morestel ↔ La Tour-du-Pin
- Ligne 1020 : Morestel ↔ Vignieu ↔ Bourgoin-Jallieu
- Ligne 1150 : Montalieu-Vercieu ↔ Morestel
- Ligne 1982 : Aoste ↔ Morestel ↔ Crémieu

## Urbanisme

### Typologie
Au 1er janvier 2024, Morestel est catégorisée bourg rural, selon la nouvelle grille communale de densité à sept niveaux définie par l'Insee en 2022.
Elle appartient à l'unité urbaine de La Tour-du-Pin, une agglomération intra-départementale regroupant 15  communes, dont elle est ville-centre,,. Par ailleurs la commune fait partie de l'aire d'attraction de Morestel, dont elle est la commune-centre,. Cette aire, qui regroupe 3 communes, est catégorisée dans les aires de moins de 50 000 habitants,.

### Occupation des sols
L'occupation des sols de la commune, telle qu'elle ressort de la base de données européenne d’occupation biophysique des sols Corine Land Cover (CLC), est marquée par l'importance des territoires agricoles (48,8 % en 2018), en diminution par rapport à 1990 (67,1 %). La répartition détaillée en 2018 est la suivante : 
zones urbanisées (26,4 %), zones agricoles hétérogènes (24,7 %), terres arables (18 %), forêts (15,7 %), prairies (6,1 %), zones industrielles ou commerciales et réseaux de communication (5,1 %), mines, décharges et chantiers (3,2 %), espaces verts artificialisés, non agricoles (0,8 %). L'évolution de l’occupation des sols de la commune et de ses infrastructures peut être observée sur les différentes représentations cartographiques du territoire : la carte de Cassini (XVIIIe siècle), la carte d'état-major (1820-1866) et les cartes ou photos aériennes de l'IGN pour la période actuelle (1950 à aujourd'hui).

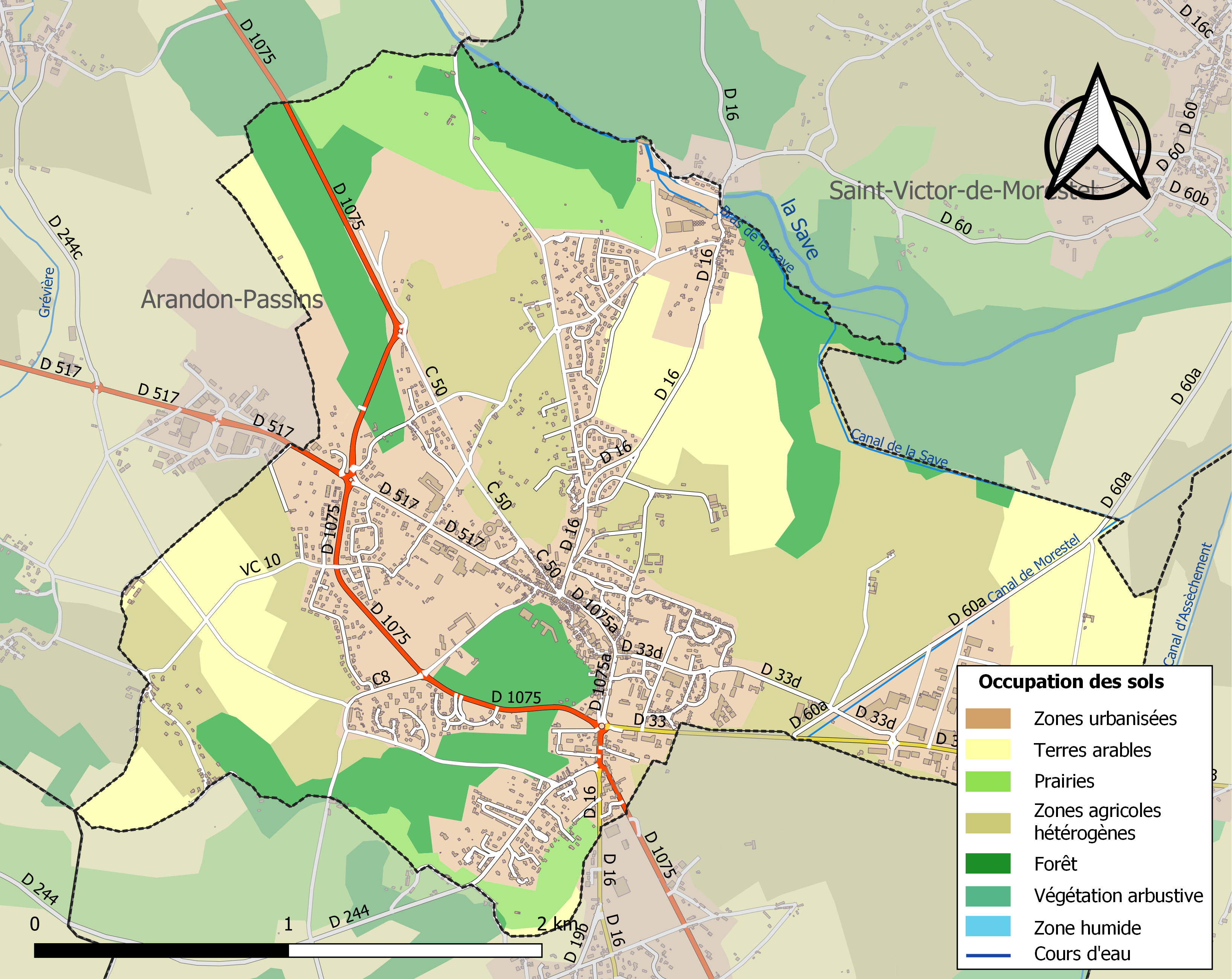
Carte des infrastructures et de l'occupation des sols de la commune en 2018 (CLC).

### Morphologie urbaine
La commune de Morestel présente un territoire de taille modeste dont le bourg central fortement urbanisé se présente sous la forme d'un centre très ancien avec de nombreuses maisons médiévales. La ville moderne, située en contrebas des constructions en alignement au niveau des rues et des voies, présentant des maisons dites « de ville » et des immeubles de quelques étages regroupés en îlots et ayant pour vocation principale d’habitat privé. Ce secteur présente également des bâtiments accueillant des équipements publics et des services de proximité (mairie, école, équipement sportif) ainsi que des bâtiments liés à une activité commerciale.

### Hameaux, lieux-dits et écarts
Voici, ci-dessous, la liste la plus complète possible des divers hameaux, quartiers et lieux-dits résidentiels urbains comme ruraux qui composent le territoire de la commune de Morestel, présentés selon les références toponymiques fournies par le site géoportail de l'Institut géographique national.
| - Iselet - Maison Chanet - Roche Plage - Tuile - Les Giles - Les Roches - Ferme d'Avernay - Bramafan - Serrières | - La Bardanne - La Sablière - Malissol - Ferme des Marais - Trollier - Le Vouet - Balmette - La Garenne - Les Rochettes |

### Risques naturels et technologiques

#### Risques sismiques
L'ensemble du territoire de la commune de Morestel est situé en zone de sismicité n°3 (sur une échelle de 1 à 5), comme la plupart des communes de son secteur géographique.
| Type de zone | Niveau            | Définitions (bâtiment à risque normal) |
| ------------ | ----------------- | -------------------------------------- |
| Zone 3       | Sismicité modérée | accélération = 1,1 m/s2                |

## Toponymie
De nombreuses légendes entourent le nom de la commune de Morestel. La plus connue étant l'explication romanesque d'une princesse nommée Estelle qui se serait jetée du haut de la tour. La Mort d'Estelle aurait ainsi baptisé le nom de cette commune en Morestel. Cependant cette explication n'a de valeur que dans l'imaginaire et le folklore local.
L'explication du nom de Morestel vient en fait, comme de nombreuses communes, de sa géographie…
L'origine du nom Morestel serait lié à la combinaison de deux éléments du paysage local :
Mor signifierait « morceau rocheux d'une montagne » (la commune s'étant développée sur un promontoire rocheux vulgairement appelé aujourd'hui rocher de Morestel, très abrupt qui accueille à son sommet la tour médiévale du XIIe siècle).
Estel signifierait  « un petit cours d'eau, un fossé » (en l'occurrence le ruisseau de la Bordelle, un petit ruisseau à peine plus large qu'un fossé qui court au pied des remparts et qui se jette aujourd'hui dans le canal de Morestel au niveau de l'entrée de la Zone Industrielle).
Une autre étymologie renverrait aux légendes sarrazines, ou maures, très fréquentes dans les régions au pied des Alpes, et particulièrement dans le département voisin de l'Ain : "mor" renverrait aux maures, ces peuples égarés par Charles Martel vers 732, qui se dispersèrent depuis le Limousin jusqu'à l'est de la France actuelle (cf les travaux de Karine Larissa-Basset[Lesquels ?] notamment), tandis qu'"estel" serait à mettre en lien avec la grande tour de Morestel, élément architectural notable de la cité. C'est cette version qui est avancée par l'historien André Planck.

## Histoire

### Antiquité

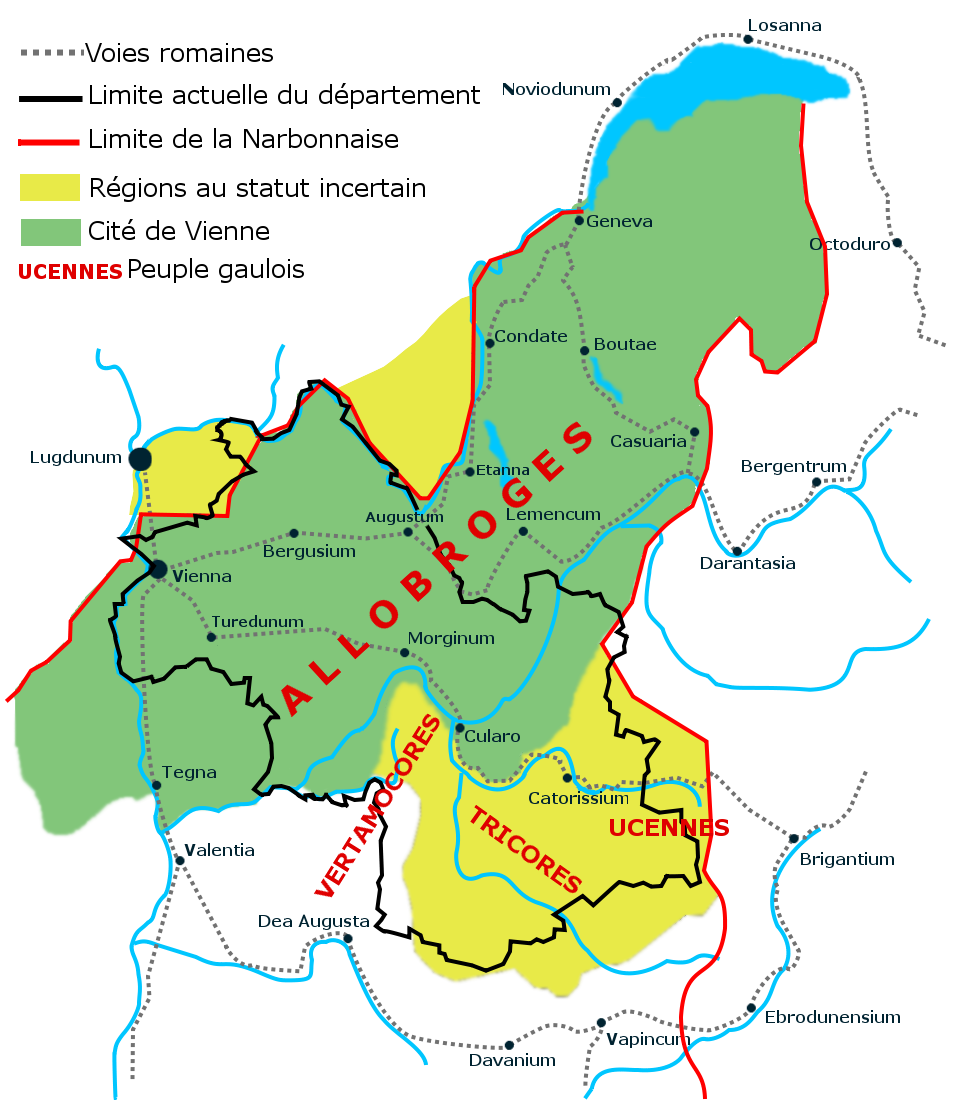
Territoire des Allobroges

La région de Morestel se situe dans la partie occidentale du territoire antique des Allobroges, ensemble de tribus gauloises occupant l'ancienne Savoie, ainsi que la partie du Dauphiné, située au nord de la rivière Isère.
Après la victoire définitive des romains de Fabius Maximus, les Allobroges furent soumis aux Romains, et leur territoire forma le premier noyau de la Province transalpine Provincia ulterior (ou Gallia ulterior) qui comprenait tous les peuples gaulois situés dans les régions comprises entre le Rhône et les Alpes.
Avant la chute de l'Empire romain, Morestel appartenait au Pagus Viennensis, qui plus tard deviendra le comitatus Viennensis.

### Moyen Âge et Renaissance

Armoiries du Dauphin

Armoiries des Miollans

Des seigneurs locaux portant le nom de Morestel sont attestés dès 1081. Leur famille devait posséder, sur le promontoire rocheux du Mollard Paradis, un premier château, installé à cet endroit depuis le XIIIe siècle.
Cité médiévale ceinturée de murailles, le village de Morestel s'est développée au pied du château et fut clos de remparts durant le XIVe siècle. Deux portes permettaient l'accès au bourg, parmi lesquelles la porte Saint-Symphorien, dont la trace reste visible par les restes d'un ancien mur de fortification et la porte Murine (signifiant qu'elle est tournée vers la Maurienne). La cité fut ensuite aux mains de la Maison de Miolans, d'origine savoyarde. Morestel fut ensuite rattachée au domaine du Dauphin au début du XIVe siècle. Du fait de sa position en limite du Dauphiné et de la Savoie et de plusieurs conflits qui opposèrent les souverains du Dauphiné et de la Savoie durant cette période, les habitants de Morestel subirent un pillage de la cité en 1342.
À compter de 1421, le domaine de Morestel est confié à des seigneurs locaux, dont la famille de Roussillon du Bouchage, originaire de la maison forte de Saint-Julien du Bouchage. Les Roussillon (ou Rossillon) sont, en outre, les fondateurs du couvent des Augustins et de l’hôpital.
En 1461, Gabriel de Roussillon, baron du Bouchage, seigneur de Brangues et de Morestel, meurt en prison, condamné par le roi Louis XI qui lui confisque ses biens au profit d'Imbert de Batarnay. Ce dernier voit ériger ses terres en baronnie.
En 1540, le roi François Ier érige la baronnie en comté.
Durant la campagne militaire de François de Bonne de Lesdiguières organisée lors des guerres de religion, la foudre tombe sur le château de Morestel le 25 juin 1593 et entraîne un incendie qui fait sauter le magasin de poudre, emportant une tour du château et la plupart des remparts et des palissades de la cité. Après de longs combats qui se succèdent dans la région entre les protestants et la Ligue catholique durant toute cette période, la ville de Morestel est rendue au roi, le 15 août 1595, le reste des fortifications étant définitivement rasées.

## Politique et administration

### Rattachements administratifs et électoraux
La commune se trouve  dans l'arrondissement de La Tour-du-Pin du département de l' Isère. Pour l'élection des députés, elle fait partie depuis 1988 de la sixième circonscription de l'Isère.
Elle était depuis 1793 le chef-lieu du canton de Morestel. Dans le cadre du redécoupage cantonal de 2014 en France, ce canton, dont la commune est désormais le bureau centralisateur, est modifié, passant de 18 à 25 communes.

### Intercommunalité
La ville était le siège de la communauté de communes du Pays des Couleurs, créée fin 2000.
Celle-ci fusionne avec ses voisines le 1er janvier 2017 pour former, le1er janvier 2017, la communauté de communes Les Balcons du Dauphiné, dont Morestel est désormais membre.

### Administration municipale
En 2018, le conseil municipal compte vingt-sept membres dont quinze hommes et douze femmes. Il se compose d'un maire, de huit adjoints au maire, de deux conseillers municipaux délégués et seize autres conseillers municipaux.

### Tendances politiques et résultats

#### Élections présidentielles
2017
Voici, ci-dessous, le résultat du scrutin à l'élection présidentielle de 2017 dans l'ensemble des bureaux de vote de la commune de Morestel.
Le scrutin indique une mobilisation à Morestel peu supérieure à la moyenne nationale et des voix exprimées, au niveau local, largement plus favorables durant les deux tours de scrutin à la candidate du Front national par rapport aux résultats nationaux.
| Candidat           | 1er tour   | 1er tour | 2e tour    | 2e tour  |
| Candidat           | Charavines | National | Charavines | National |
| ------------------ | ---------- | -------- | ---------- | -------- |
| Emmanuel Macron    | 19,64%     | 24,01 %  | 52,24 %    | 66,06 %  |
| François Fillon    | 19,06 %    | 20,01 %  |            |          |
| Jean-Luc Mélenchon | 16,29%     | 19,58 %  |            |          |
| Marine Le Pen      | 30,48 %    | 25,57 %  | 47,76 %    | 33,94 %  |
| Benoît Hamon       | 3,55 %     | 6,36 %   |            |          |
| Votants            | 78,26      | 77.76 %  | 76,01      | 74,56 %  |

### Liste des maires
| Période                                  | Période                       | Identité                | Étiquette         | Qualité |
| ---------------------------------------- | ----------------------------- | ----------------------- | ----------------- | --- |
| Les données manquantes sont à compléter. |                               |                         |                   | |
| 1900                                     | 1924                          | Pierre Chanoz           | Rad.              | Propriétaire terrien et exploitant agricole Député de l'Isère (1900 → 1914) Conseiller général du canton de Morestel (1895 → 1899)              |
| 1924                                     | 1925                          | Léon Bernachot          |                   | |
| 1925                                     | 1928                          | Édouard Bovier-Lapierre | PRS               | Professeur à l'École des travaux publics, ancien ministre Député de l'Isère (1919 → 1928)                                                       |
| 1928                                     | 1938                          | Louis Rive              |                   | Administrateur des Hospices civils de Lyon (1919 → ?)                                                                                           |
| 1938                                     | 1944                          | Louis Reveyrand         |                   | |
| 1944                                     | 1953                          | Albert Bourgey          |                   | |
| 1953                                     | 1964 (décès)                  | François Perrin         | DVD               | Entrepreneur de maçonnerie Conseiller général du canton de Morestel (1949-1964) Député (1958-1964)                                              |
| 1964                                     | 1965                          | Marius Trolliet         |                   | |
| mars 1965                                | mars 1971                     | François Cholat         |                   | |
| mars 1971                                | juin 1995                     | Théodore Durand         | DVD               | Conseiller régional de Rhône-Alpes (1979 → 1995) Conseiller général du canton de Morestel (1976 → 1979)                                         |
| juin 1995                                | janvier 2019                  | Christian Rival         | RPR puis UMP → LR | Notaire Conseiller général puis départemental de Morestel (1998 → ) Vice-président du conseil départemental de l'Isère (2015 → ) Démissionnaire |
| janvier 2019                             | En cours (au 11 janvier 2019) | Frédéric Vial           | DVD               | Responsable de production |

### Distinctions et labels
En mars 2017, la commune confirme le niveau « quatre fleurs » au concours des villes et villages fleuris, ce label récompense le fleurissement de la commune au titre de l'année 2016.

### Jumelage
Selon l'annuaire publié par l'AFCCRE et le conseil des communes et régions d'Europe, consulté en juillet 2018, la commune de Morestel n'est jumelée avec aucune autre commune d'Europe.

## Population et société

### Démographie
L'évolution du nombre d'habitants est connue à travers les recensements de la population effectués dans la commune depuis 1793. Pour les communes de moins de 10 000 habitants, une enquête de recensement portant sur toute la population est réalisée tous les cinq ans, les populations de référence des années intermédiaires étant quant à elles estimées par interpolation ou extrapolation. Pour la commune, le premier recensement exhaustif entrant dans le cadre du nouveau dispositif a été réalisé en 2006.

En 2022, la commune comptait 4 416 habitants, en évolution de −0,2 % par rapport à 2016 (Isère : +3,07 %, France hors Mayotte : +2,11 %).
| 1793 | 1800 | 1806 | 1821  | 1831  | 1836  | 1841  | 1846  | 1851  |
| ---- | ---- | ---- | ----- | ----- | ----- | ----- | ----- | ----- |
| 875  | 849  | 936  | 1 080 | 1 326 | 1 464 | 1 390 | 1 419 | 1 437 |

| 1856  | 1861  | 1866  | 1872  | 1876  | 1881  | 1886  | 1891  | 1896  |
| ----- | ----- | ----- | ----- | ----- | ----- | ----- | ----- | ----- |
| 1 350 | 1 358 | 1 335 | 1 296 | 1 234 | 1 234 | 1 372 | 1 446 | 1 401 |

| 1901  | 1906  | 1911  | 1921  | 1926  | 1931  | 1936  | 1946  | 1954  |
| ----- | ----- | ----- | ----- | ----- | ----- | ----- | ----- | ----- |
| 1 331 | 1 479 | 1 405 | 1 323 | 1 338 | 1 270 | 1 239 | 1 285 | 1 286 |

| 1962  | 1968  | 1975  | 1982  | 1990  | 1999  | 2006  | 2011  | 2016  |
| ----- | ----- | ----- | ----- | ----- | ----- | ----- | ----- | ----- |
| 1 455 | 1 782 | 2 308 | 2 738 | 2 972 | 3 034 | 3 841 | 4 256 | 4 425 |

| 2021  | 2022  | - | - | - | - | - | - | - |
| ----- | ----- | - | - | - | - | - | - | - |
| 4 454 | 4 416 | - | - | - | - | - | - | - |

### Enseignement
La commune de Morestel qui est rattachée à l'académie de Grenoble gère et administre une école maternelle publique; l'école Victor Hugo et une école élémentaire; l'école publique Victor Hugo. Il existe également un établissement privé; l'école Saint Joseph.
Le département gère un établissement de l'enseignement secondaire du premier cycle; Le collège Auguste Ravier
La région gère un établissement de l'enseignement secondaire du second cycle;  Le lycée général et technologique Camille Corot.

### Équipement sanitaire et social
La maison de retraite de Morestel, EHPAD public, présente un effectif de 120 lits en hébergement permanent. L'établissement compte une unité de 36 lits pour les personnes atteintes de la maladie d'Alzheimer.

### Manifestations culturelles et festivités
- Concours de peintres

un concours de peintres, ouvert à toute personne de plus de douze ans, est proposé par la Commission Culture de la Ville. Trente-quatre participants ont été enregistrés lors de la 8e édition du 30 juillet 2017.
- Festival de poésie

le festival international de poésie (biennale organisée toutes les années paires) est présenté comme l'un des principaux festivals de poésie en langue française. 2008 marquera la 10e édition et le thème du concours sera « DEMAIN ». De nombreuses personnalités ont présidé ce festival : Marlène Jobert, Yves Duteil, Christian Marin, et d'autres encore. Les poèmes des lauréats sont publiés dans un recueil.
- Le festival de musique,

créé en 1993, le festival de musique de Morestel attire dans ses ruelles près de 10 000 personnes[réf. nécessaire] le dernier week-end de juin, grâce aux nombreux groupes régionaux et à son ouverture aux musiques du monde.
- Autres animations locales :
  - Le marché des Potiers (biennale toutes les années paires) a lieu en juillet (recommandé par le Guide du Routard).
  - Le Salon des antiquaires et de la brocante (exposants professionnels uniquement) en octobre.
  - La fête des lumières le 8 décembre : spectacle pyrotechnique avec son et lumière, feu d'artifice et embrasement des remparts.
  - De nombreuses expositions de peinture, sculpture ou photographie de mars à décembre dans les différents lieux d'exposition de la ville : la Maison Ravier, l'Association des Artistes Contemporains de la cité des peintres.
  - Le Salon International de la Photographie a lieu tous les trois ans.
  - « Les Hivernales » Exposition annuelle de photographies des membres du Club Photo de Morestel, à l'espace "Pictur'halles" de mi-janvier à mi-mars.
  - Le marché hebdomadaire du dimanche matin et son petit train sur route qui vous fait visiter le centre-ville en période estivale.

### Médias

#### Presse écrite
- Le bulletin municipal

Le bulletin d'information de la commune, dénommé « L'info de Morestel », parait de façon périodique, généralement à chaque saison, est distribué dans les boîtes aux lettres des habitants. L'historique des numéros peut être consulté sur le site web de la mairie.
- Le Dauphiné libéré

Historiquement, le quotidien à grand tirage Le Dauphiné libéré consacre, chaque jour, y compris le dimanche, dans son édition du Nord-Isère, un ou plusieurs articles à l'actualité de la ville, ainsi que des informations sur les éventuelles manifestations locales, les travaux routiers, et autres événements divers à caractère local.

#### Presse audiovisuelle
La commune est située sur l'aire de diffusion de radio Ici Isère, une radio publique qui émet sur tout le territoire du département de l'Isère.

### Cultes
La communauté catholique de Morestel et l'église Saint-Symphorien dépendent de la paroisse « Saint-Pierre du Pays des Couleurs » qui regroupe vingt-sept églises de la région du nord-Isère.
Le siège de l'église protestante unie de France pour le Nord-Isère est situé à Bourgoin-Jallieu.

## Économie

### Revenus et fiscalité
En 2010, le revenu fiscal médian par ménage était de 27 093 €, ce qui plaçait Morestel au 19 333e rang parmi les 31 525 communes de plus de 39 ménages en métropole.

### Emploi
En 2013, le taux de chômage de la commune s'élève à 15,2 %, un chiffre supérieur à la moyenne nationale (10,4 %).

### Secteur industriel et commercial
Le Parc d'activités du Pays des Couleurs a été créé en 1998 et présente une zone d'activité de 220 hectares au sein d'un parc aménagé de 360 hectares. Ce parc d'activités héberge un « centre d'activités nouvelles » et un « hôtel d'entreprises » depuis juin 2002.

## Culture locale et patrimoine

### Lieux et monuments

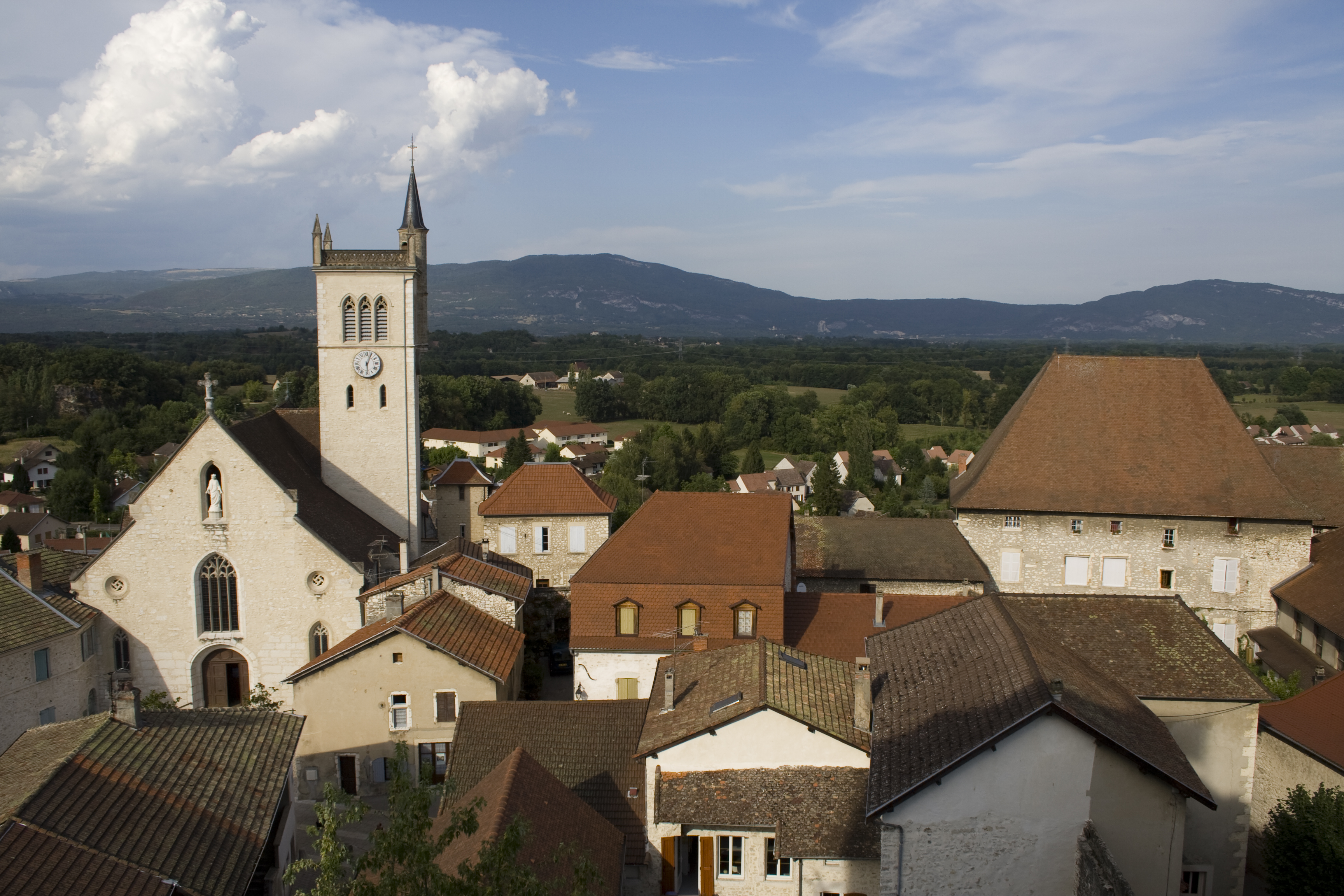
Le centre ancien de Morestel.

#### Le château de Morestel (donjon)
L'ancien château delphinal est cité à la fin du XIIIe siècle avec la chapelle Saint-Pierre. Remanié au XIVe siècle et restauré en 1973, le donjon carré fait l'objet d'une inscription partielle au titre des monuments historiques par arrêté du 3 août 1967. Il offre des salles d'expositions de peintures. Son belvédère offre une vue panoramique ainsi qu'une table d'orientation. Parfois il est appelé "tour médiévale de Morestel".
Aménagé dans les années 2000 en espace d'exposition de peintures et sculptures contemporaines, le donjon comprenait une salle basse réservée aux prisonniers et une salle haute éclairée de fenêtres à coussièges, accessible depuis le chemin de ronde. Cette tour médiévale était reliée à l'ancien démantelé en 1575. À proximité de cette tour, un belvédère équipé d'une table d'orientation permettent de découvrir les toits de la ville et les environs de la cité.

#### L'église paroissiale Saint-Symphorien de Morestel

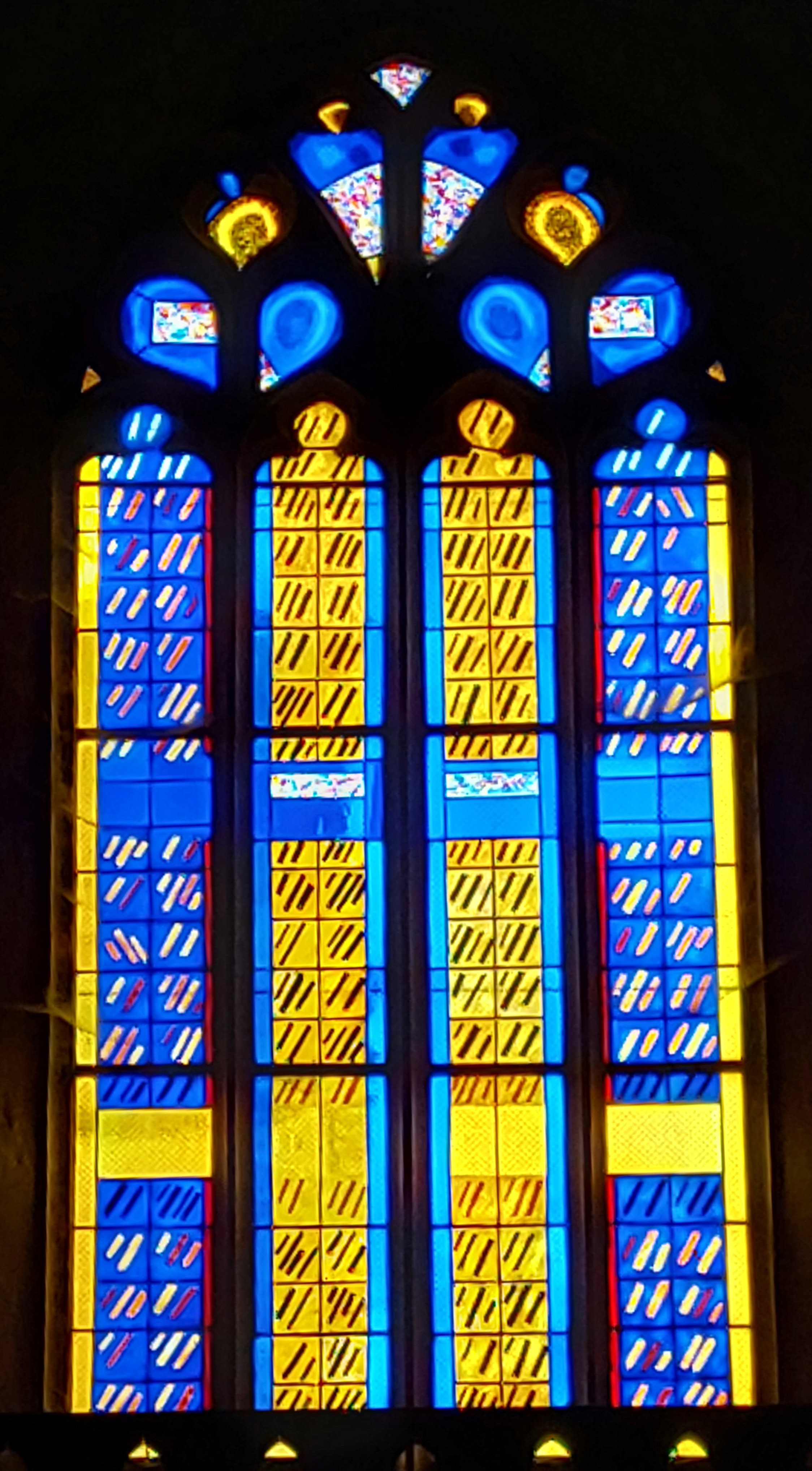
Le vitrail à l'entrée de l'église Saint-Symphorien.

L’église gothique Saint-Symphorien, bâtie au XVe siècle, est partiellement inscrite au titre des monuments historiques par arrêté du 22 septembre 1972 : elle est protégée à l'exclusion du clocher. La cloche, du 1628, en bronze, de note mi, est d'un diamètre de 110 cm et porte des inscriptions latines.

#### Lamaison Ravier
Ce musée consacré au peintre paysagiste français François-Auguste Ravier, mort à Morestel le 26 juin 1895.
La ville de Morestel héberge un service d'accueil consacré aux visiteurs et aux touristes, situé sur la place des Halles, au pied de la falaise qui abrite l'ancien bourg. Ce service, géré par la communauté de communes permet de connaitre les activités sportives et culturelles de la ville et de sa région.

#### Autres monuments et lieux remarquables
La ville de Morestel présente des aménagements liés à sa vieille cité médiévale dont certains sont à vocation touristique :
Le « Jardin Alpin » sous les remparts.
Le « Jardin de Ville », dessiné selon le thème de la palette de couleurs du peintre.
Les remparts, illuminés la nuit.
Le circuit patrimonial dans la vieille ville aménagé par l'office de tourisme.
La vieille ville bénéficie par ailleurs depuis 1971 d'une inscription au titre de la loi de 1930, portant sur une superficie d'un peu plus de 11 ha.

Photos de quelques bâtiments notables de Morestel
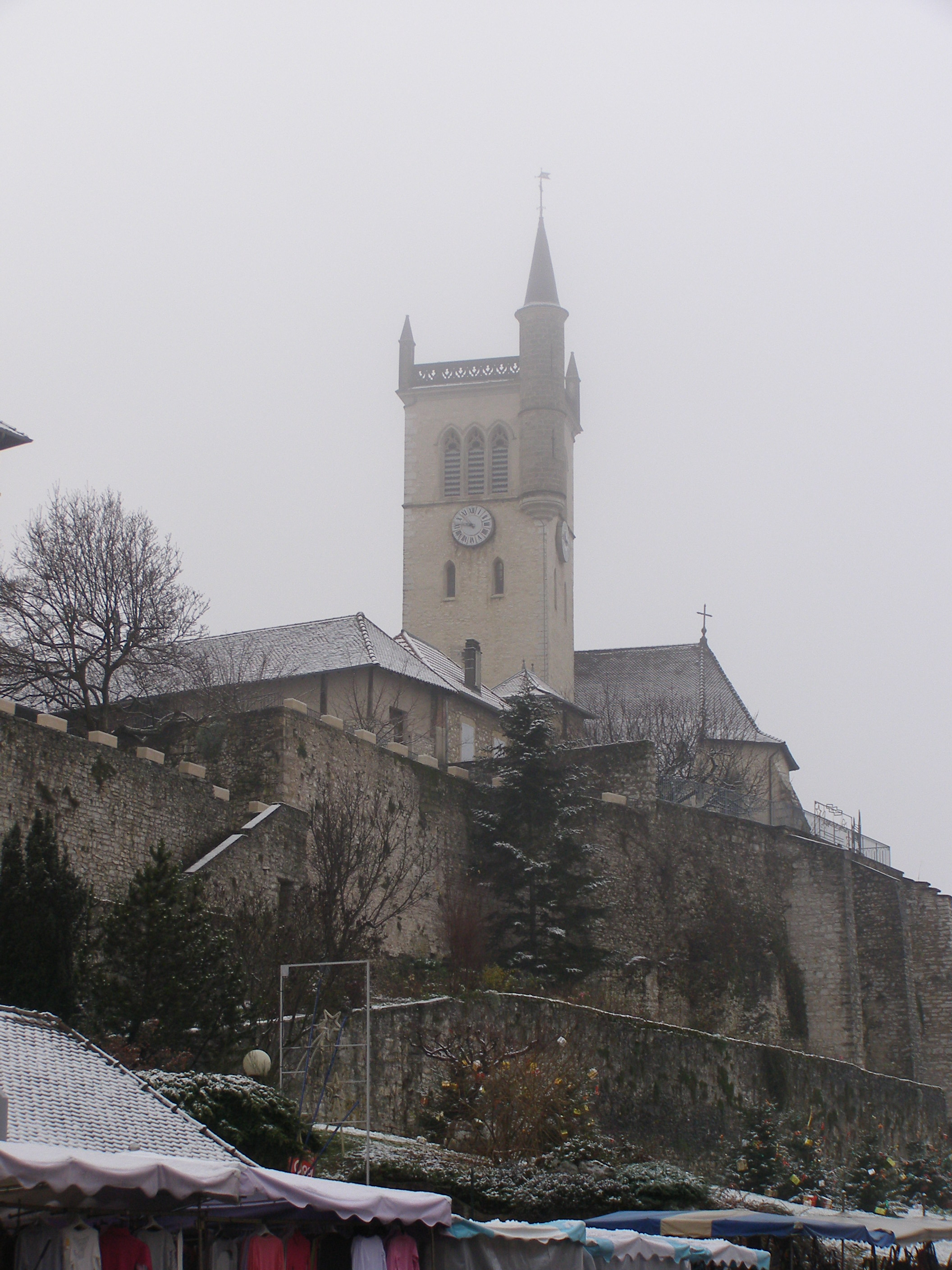
Clocher de l'église Saint-Symphorien
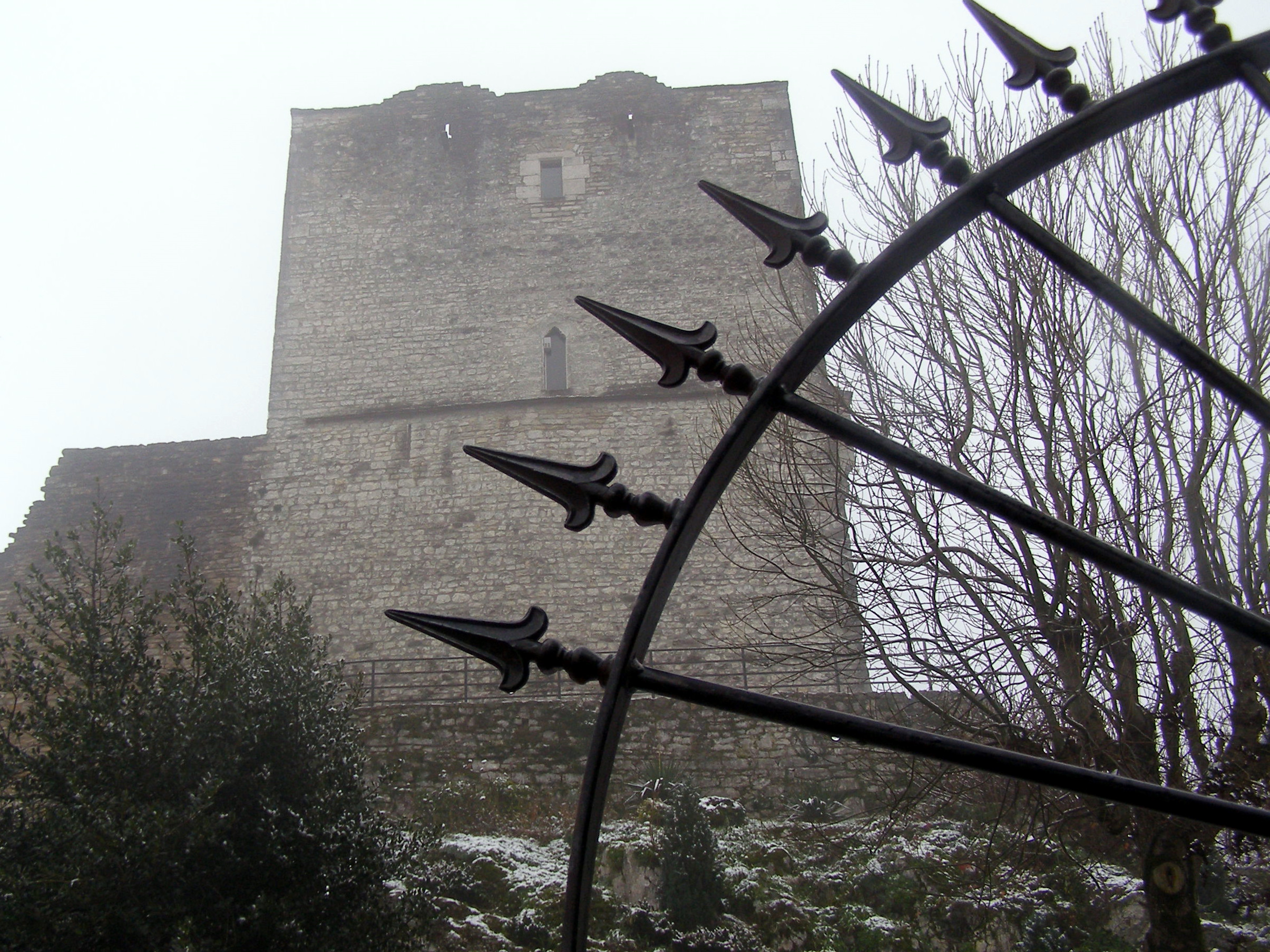
Le donjon du XIVe siècle de l'ancien château.
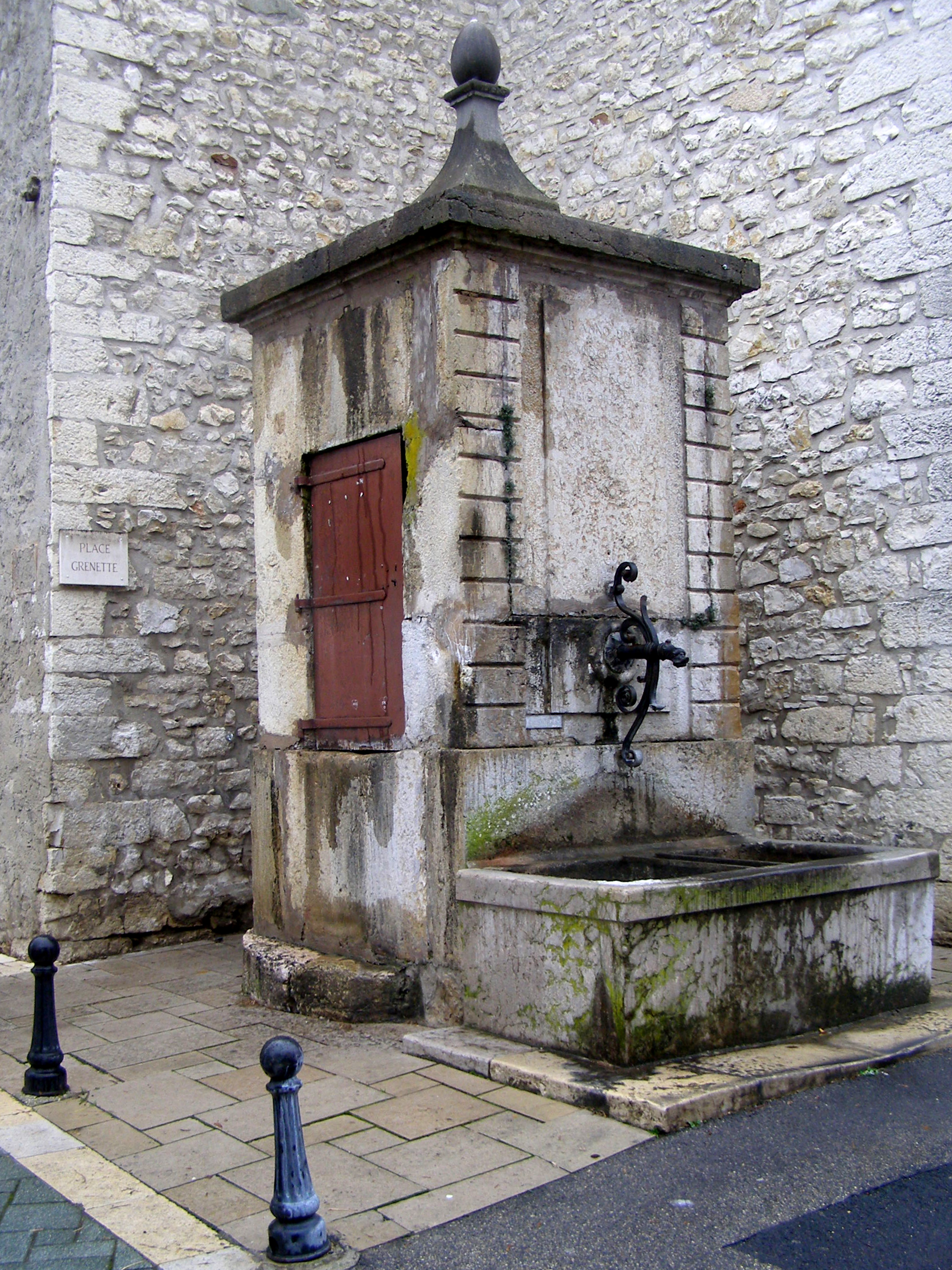
Une fontaine
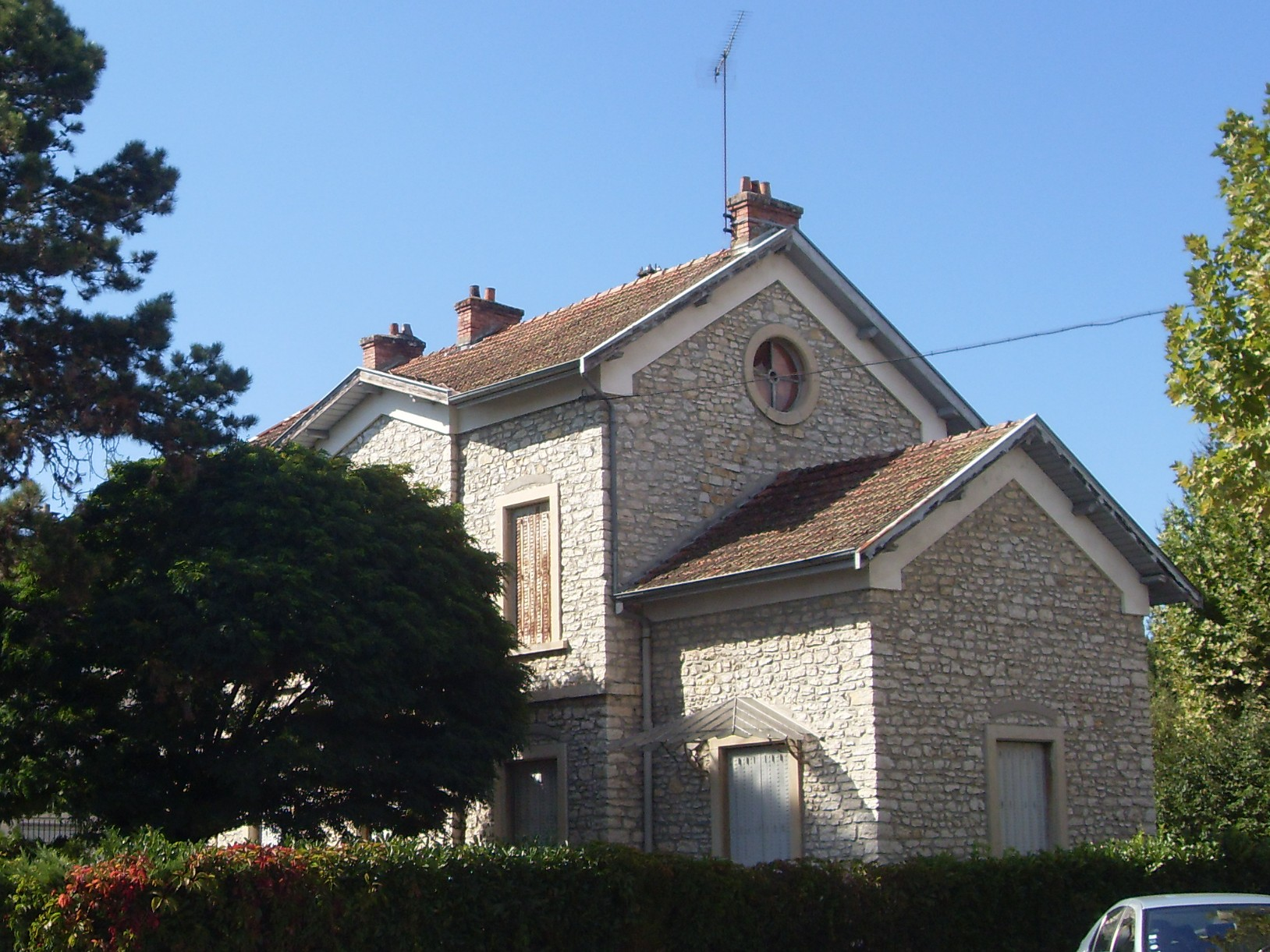
Ancienne gare de Morestel
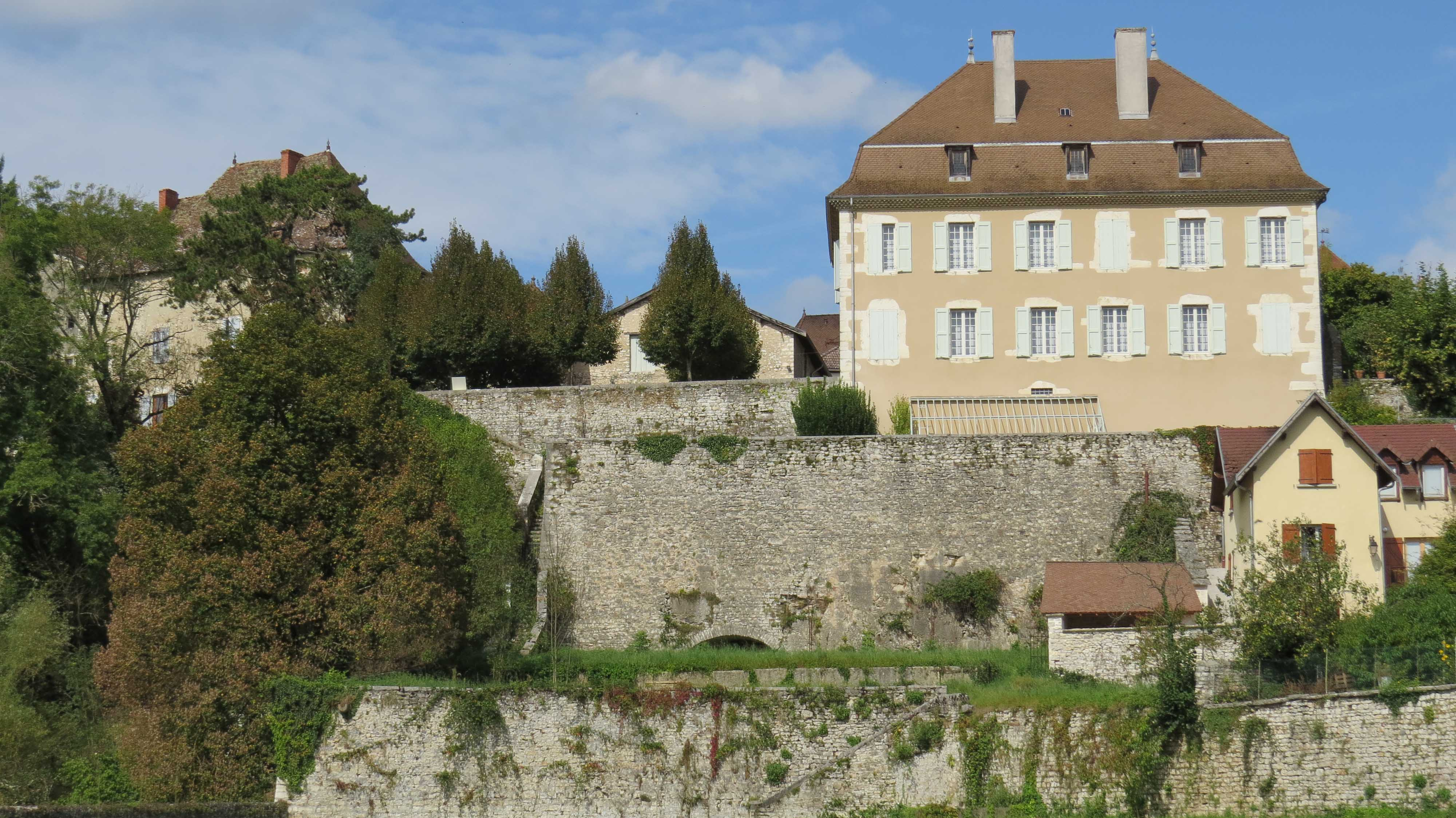
Maison Ravier.

### Personnalités liées à la commune

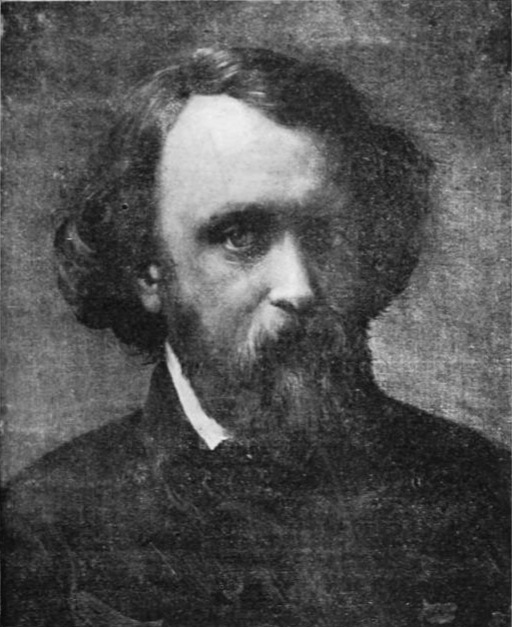
François-Auguste Ravier

- Joseph Bernard Marigny (1768-1806), né à Morestel ; colonel du 20e régiment de chasseurs à cheval, mort au champ d'honneur lors de la bataille d'Iéna le 14 octobre 1806. Son nom est gravé sous l'arc de triomphe de l'Étoile : 28e colonne.
- Adolphe Flocard de Mépieu (1802-1869), député, conseiller général de Morestel ; il fut à l'origine de l'hôpital intercommunal de Morestel.
- Philippe Blanc (1832-1920), homme politique, sénateur de la Loire de 1895 à 1906.
- Édouard Amédée Bovier-Lapierre, docteur en sciences politiques, avocat, professeur, maire de Morestel (1925), député, ministre du gouvernement Herriot (1924). Il appartenait au Bloc des gauches.
- François-Auguste Ravier, peintre.
- Victor Giraud, explorateur
- Emmanuel Ruben (né en 1980), écrivain ayant grandi à Morestel[52].

### Morestel dans les arts
- 2005 : film L'Œil de l'autre de John Lvoff

### Héraldique, logotype et devise
| Blason de Morestel | Blason de Morestel |

## Pour approfondir